# Histiocytose non langerhansienne
L'histiocytose non langerhansienne ou HCNL (ou Non-X histiocytosis en anglais) constitue l'une des 3 classes des maladies histiocytaires, les deux autres étant les histiocytoses langerhansiennes (HCL) (Classe 1) et les histiocytoses malignes. Ces trois classes d'histiocytoses ont en commun d'être « des maladies réactives ou malignes dans lesquelles divers tissus, y compris la peau, sont infiltrés par des cellules de la lignée monocyte-macrophage ». La plupart ont pour origine les cellules dendritiques cutanées (aussi appelées dendrocytes). 

## Classification
Ce sous-groupe des histiocytoses est défini par opposition aux maladies à syndromes cutanés caractérisés par des infiltrats de monocytes et de macrophages, où les infiltrats contiennent des cellules de Langerhans.
Les histiocytoses sont des maladies prenant des formes très différentes, décrites dans le passé par des termes variés, ce qui a été cause de confusion dans leur classification. Il existe une organisation médicale et scientifique, l'Histiocyte Society consacrée à l'étude de ces maladies.
On sait maintenant qu'au sein des HCNL, « certaines entités cliniquement distinctes ont le même immunophénotype ». Ces entités comprennent : 
- Histiocytose céphalique bénigne (HCB), ou Benign cephalic histiocytosis en anglais
- Xanthogranulome juvénile (XGJ) ou Juvenile xanthogranuloma
- Histiocytose éruptive généralisée (HEG) ou Generalized eruptive histiocytoma
- Xanthome disséminé (en) (XD) ou Xanthoma disseminatum
- Histiocytose nodulaire progressive (en) (HNP) ou Progressive nodular histiocytosis

Les autres formes souvent citées sont :
- Xanthome papulaire (en) ou Papular xanthoma
- Histiocytose mucineuse progressive héréditaire (en)
- Les réticulohistiocytoses, qui comprennent le réticulohistiocytome à cellules géantes (en) et la réticulohistiocytose multicentrique (en)
- Histiocytose à cellules indéterminées (en) ou Indeterminate cell histiocytosis
- Sea-blue histiocytosis (en)
- Maladie de Rosai-Dorfman-Destombes[4]
- Maladie d'Erdheim-Chester

Une hypothèse est que l'histiocytose des cellules dendritiques cutanées constitue un spectre de maladies où la cellule dendritique est présente à un degré progressif de maturation. Les cellules de l’HCB et du XGJ sont les plus jeunes (immatures), associée à des maladies brèves, guérissant spontanément en quelques mois. 

Inversement, l'HNP serait une maladie d'histiocytes fusiformes matures (forme évolutive sans rémission spontanée et résistant au traitement). Entre les deux, des cellules matures produiraient le XD, et des cellules moins matures produiraient l'HEG.